# Johannes sade: "se Guds Lamm"
Johannes sade: "se Guds Lamm" är en psalmtext med tre verser.

## Publicerad i
- Nr 27 i Barnens sångbok "Se Guds lamm!" Johannes säger."
- Nr 113 Sions Sånger 1951.
- Nr 72 Sions Sånger 1981 under rubriken "Nådekallelsen".